# سد محردة
سد محردة، هو سد مائي يقع على نهر العاصي في مدينة محردة بمحافظة حماة في سوريا.

## التاريخ
اكتمل بناء السد في عام 1960 بغرض الري الأساسي وخدمة الزراعة.
شيد البناء من قبل شركة بلغارية إلى جانب سد الرستن الذي يقع على نهر العاصي أيضًا.